# Arushina dentichelis
Genre
Espèce
Arushina dentichelis, unique représentant du genre Arushina, est une espèce d'araignées aranéomorphes de la famille des Corinnidae.

## Distribution
Cette espèce est endémique de Tanzanie. Elle se rencontre vers Arusha.

## Description
Le mâle holotype mesure 3,89 mm.

## Publication originale
- Caporiacco, 1947 : Arachnida Africae Orientalis, a dominibus Kittenberger, Kovács et Bornemisza lecta, in Museo Nationali Hungarico servata. Annales historico-naturales musei nationalis hungarici, vol. 40, no 3, p. 97-257.